# بیگانه (ترانه جوناس بلو و سابرینا کارپنتر)
«بیگانه» (انگلیسی: Alien) ترانه‌ای از خواننده آمریکایی سابرینا کارپنتر و دی‌جی و تهیه‌کننده موسیقی بریتانیایی جوناس بلو است. این ترانه در نسخه‌های دیلاکس ژاپنی نخستین آلبوم جوناس بلو به نام بلو و سومین آلبوم کارپنتر به نام منحصربه‌فرد: پرده یکم قرار دارد. متن ترانه توسط کارپنتر، جانی بنت و تهیه‌کنندهٔ آن، بلو نوشته شده است. این ترانه در ۱۶ مارس ۲۰۱۸ توسط هالیوود رکوردز منتشر شد. «بیگانه» دربارهٔ تجربه گم شدن در احساسات کسی و احساس غریبگی‌ای که ممکن است به همراه داشته باشد صحبت می‌کند. این ترانه به جایگاه اول در جدول ترانه‌های باشگاه رقص بیلبورد رسید. همچنین یک موزیک ویدئو برای این ترانه به کارگردانی کارلی کاسون ساخته شد و در تاریخ ۲۹ مارس ۲۰۱۸ در کانال ویووی کارپنتر منتشر شد.